# 마모리타이 ~White Wishes~
〈마모리타이 ~White Wishes~〉(일본어: まもりたい ～White Wishes～, 뜻: 지키고 싶어 ~White Wishes~)는 대한민국 여자 가수 보아가 일본 29번째 싱글이다. 이번 싱글은 메리크리, Winter Love 이후 오랜만의 윈터 발라드이다. CD, CD+DVD, Tales of Graces반 3가지 버전으로 발매된다. 대한민국에서는 라이센스반으로 12월 16일 발매한다.

## 설명
- 전미 데뷔 진출 이후 일본에서 발매한 세 번째 싱글이다.
- 전작 싱글로부터 약 2개월 만에 발매한 싱글이며 Winter Love 이후 3년 만의 윈터 발라드이다.
- 수록곡 THE END そして and...는 보아가 직접 작사, 작곡을 한 곡이다.
- Tales of Graces반 도 CD, CD+DVD반과 같은 날 일본에서 발매가 된다.
- 2007년, 23번째 싱글 LOVE LETTER이후 처음으로 위클리 차트 5위 안에 든 싱글이다.

## 수록곡
CD
1. まもりたい ～White Wishes～
  - 작사 : MIZUE / 작곡 : Hiroo Yamaguchi / 편곡 : JUNKOO
  - 「Talse of 」시리즈, 「Tales of Graces」타이업
2. THE END そして and...
  - 작사 : BoA / 작곡 : BoA / 편곡 : Gakushi
3. BUMP BUMP! feat.VERBAL(m-flo) KOZM・MIX ※ CD 초회반에만 수록
4. まもりたい ～White Wishes～ Instrumental
5. THE END そして and... Instrumental

DVD
1. まもりたい ～White Wishes～ Music Video
2. まもりたい ～White Wishes～ Making Clip ※ CD+DVD 초회반에만 수록

Tales Of Graces CD
1. まもりたい ～White Wishes～
2. まもりたい ～White Wishes～ (Tales of Graces Version)
3. まもりたい ～White Wishes～ (English Version)
4. まもりたい ～White Wishes～ (karaoke)
5. BEST HIT MEGA BLEND
  - 27번째 싱글 永遠/UNIVERSE feat.Crystal Kay & VERBAL (m-flo)/Believe in LOVE feat.BoA (Acoustic Version)에 수록된 곡과 동일하다.

## 차트
| 차트                    | 최고순위 | 판매량 | 주차 |
| ----------------------- | -------- | ------ | ---- |
| 오리콘 데일리 싱글 차트 | 2        |        |      |
| 오리콘 위클리 싱글 차트 | 3        | 50,613 | 12   |